# アメリカン航空1006便エンジン火災事故
アメリカン航空1006便エンジン火災事故とは、2025年3月14日にアメリカ合衆国コロラド州のデンバー国際空港で起きた航空事故である。

## 概要
アメリカン航空1006便（機材：ボーイング737-800）はコロラドスプリングス空港からテキサス州のダラス・フォートワース国際空港へと向かっていたが、同日午後5時頃デンバー国際空港に緊急着陸した。C38番ゲートに到着したところでエンジンから火災が発生した。客室内ではパニックが発生し、一部の乗客が脱出スライドの無い左主翼上の非常口から脱出を図ろうとして一時取り残されるなどしたが、乗員6人と乗客172人全員が避難し、うち12人が軽傷を負ったが死者は出なかった。
この件に対してボーイングはコメントを控えており、アメリカン航空と調査当局(連邦航空局)に問い合わせるよう促している。
事故前に管制塔との通信には「エンジンが揺れている為、通常よりタキシングの速度を落としている」と話している事からも、エンジン関連の問題を抱えている可能性が高い。